# Bell Aircraft Corporation
Pour les articles homonymes, voir Bell.
Bell Aircraft Corporation est un constructeur aéronautique américain fondé le 10 juillet 1935. Après avoir construit des avions de combat durant la Seconde Guerre mondiale, mais aussi le premier avion à avoir franchi le mur du son, l'entreprise s'est spécialisée dans la construction d'hélicoptères. En janvier 1976, Bell Helicopter Corporation est devenu Bell Helicopter Textron, depuis 2018, elle reprend le nom de Bell.

## Lawrence Bell

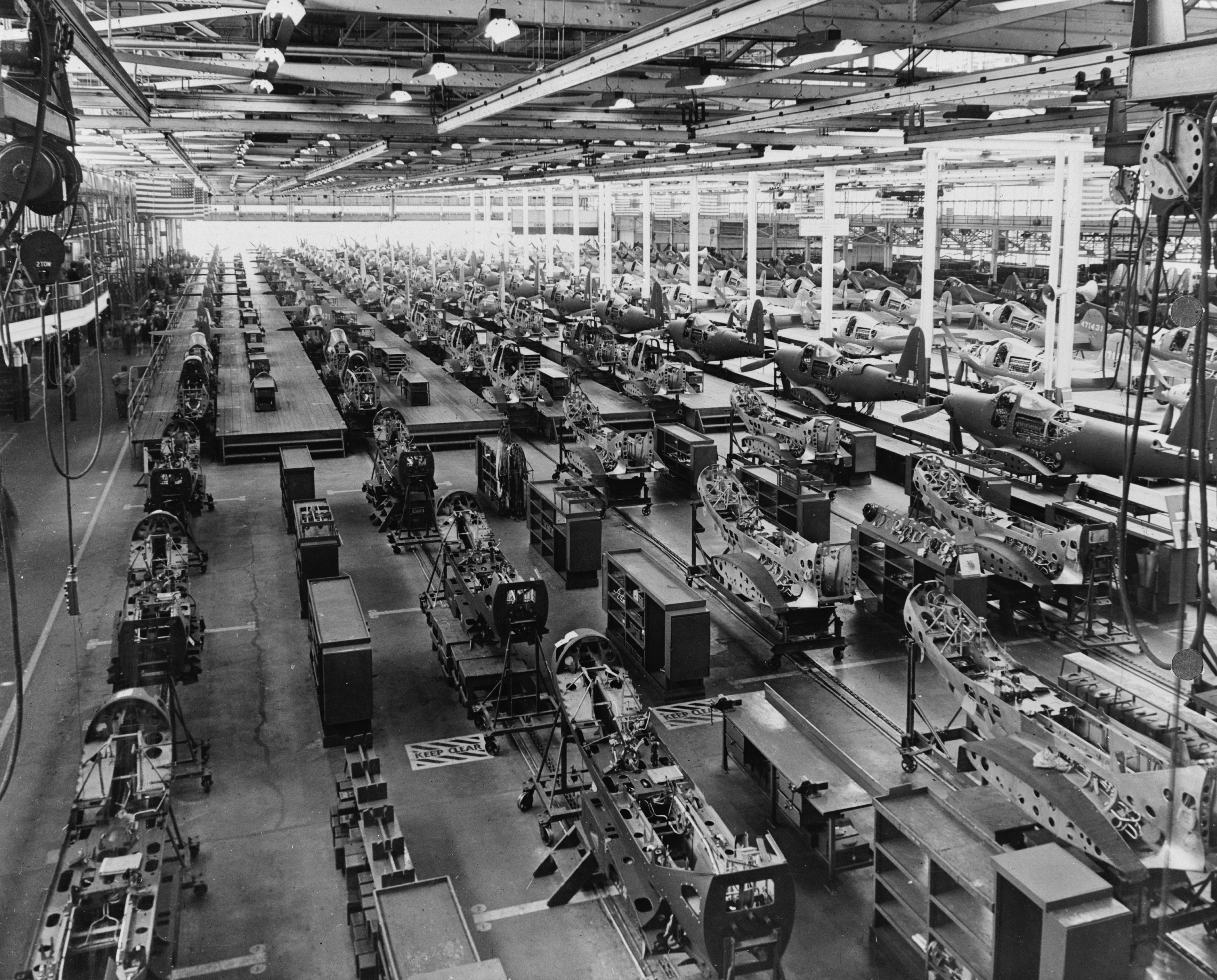
Usine d'assemblage de Bell Aircraft Corporation située à Wheatfield, NY, pendant les années 1940. Cette unité produisait les P-39.

Lawrence Dale « Larry » Bell (5 avril 1894-20 octobre 1956) est né à Mentone, Indiana, mais en 1907 sa famille partit s'installer à Santa Monica, Californie. Après avoir été le mécanicien de son frère Grover et de Lincoln Beachey, tous deux pilotes de meeting, il entra à la Glenn L.Martin Company. À 20 ans, il dirigeait l'atelier et devint rapidement directeur général. En 1928, il quitta la direction de Glenn L.Martin Company pour entrer chez Consolidated Aircraft Corporation, dont il devint vice-président et directeur général.
En 1935, Consolidated Aircraft quitta Buffalo, dans l'État de New York, pour s'installer à San Diego, Californie. Larry Bell décida de rester à Buffalo, où il fonda le 10 juillet 1935 la Bell Aircraft Corporation. L'entreprise comptait tout juste 56 salariés.

## Des chasseurs pour l'US Army Air Force

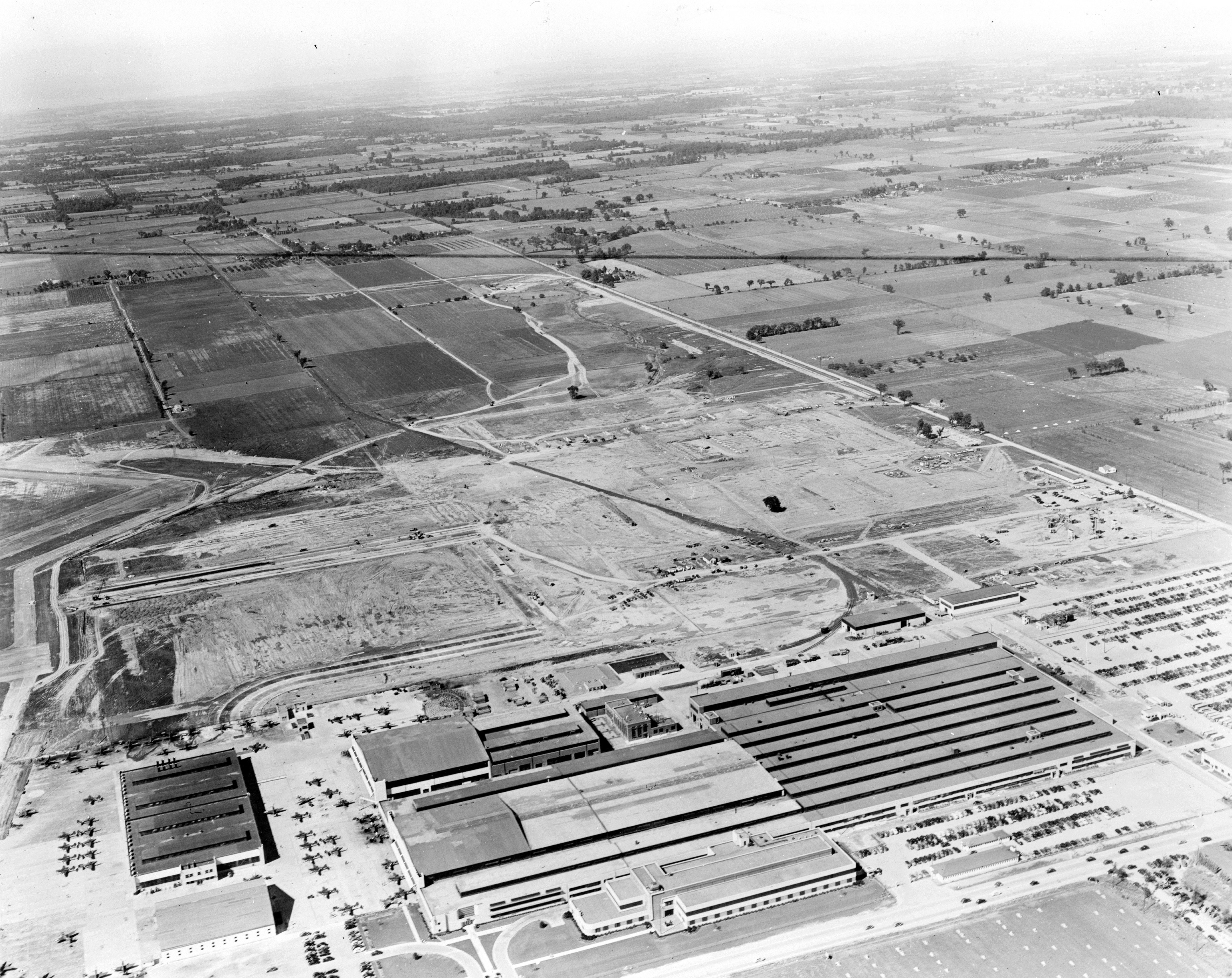
Complexe Bell de Wheatfield (État de New York) qui produisit les P-39 et P-63

En 1937, la firme décroche son premier contrat militaire avec le chasseur lourd YFM-1 Airacuda, mais c'est le P-39 Airacobra qui fut le premier véritable succès du constructeur de Buffalo. Caractérisé par la position de son moteur, situé au centre de gravité de l'appareil, ce chasseur qui manquait de puissance en altitude se révéla un excellent appareil d'appui tactique et fut livré en très grand nombre à l'URSS dans le cadre du programme Lend-Lease. Les défauts du P-39 furent dans une large mesure corrigés sur le P-63 Kingcobra, qui arriva un peu tard pour participer effectivement à la Seconde Guerre mondiale.
Pendant la guerre, Bell exploita deux usines flambant neuves, financées par le gouvernement fédéral. La première, mise en service en 1940, était située à Wheatfield, près de Niagara Falls, dans l'État de New York, et destinée à la construction du P-39 Airacobra. Bell exploita également à Marietta, près d'Atlanta, en Géorgie, une usine qui était la propriété des United States Army Air Forces. De 1943 à 1945, 663 bombardiers B-29 sortirent de cette immense usine, également connue sous le nom d'« Air Force Plant 6 ».
Durant la guerre, le bureau d'études Bell développa d'autres chasseurs : le P-59 Airacomet fut le premier chasseur américain à réaction à prendre l'air, le XP-77 utilisant uniquement des matériaux non stratégiques et le XP-83, un chasseur d'escorte avec une configuration proche de celle du P-59.

## Premiers hélicoptères
En 1941, Larry Bell, qui cherchait à assoir le développement de son entreprise sur un produit ne dépendant pas de contrats gouvernementaux, embaucha Arthur M Young (en), un jeune inventeur de génie[non neutre] qui avait construit et fait voler un modèle réduit d'hélicoptère au début des années 1930. Un nouveau modèle réduit fut réalisé à Buffalo en 1941 puis un petit atelier fut mis à la disposition d'Arthur Young et de son assistant Bartram Kelley à Gardenville, New York, en 1942. Le Bell 30 (en), premier hélicoptère de la firme, effectua son premier vol début 1943. Progressivement amélioré, il donna naissance au Bell 47 qui prit l'air le 8 décembre 1945 et fut le premier hélicoptère certifié par une administration civile, certification délivrée le 8 mars 1946. Ce fut un énorme succès commercial avec plus de 5 600 appareils construits jusqu'en 1974, tant pour le marché civil que militaire.

## Des avions expérimentaux
Le 16 mars 1945, Bell Aircraft Corporation obtint un contrat de la division des essais en vol de l'Air Force et du NACA pour réaliser un appareil supersonique expérimental. Premier avion de la série « X- », des appareils construits spécifiquement à des fins de recherche aéronautique, le Bell X-1 débuta ses essais en vol le 25 janvier 1946 et fut le premier avion au monde à franchir le mur du son, le 14 octobre 1947. Bell construira deux autres avions dans la série « X- », les X-2 et X-5.

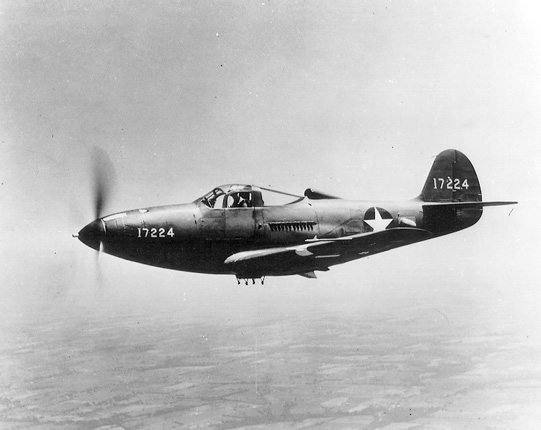
Bell P-39 Airacobra.
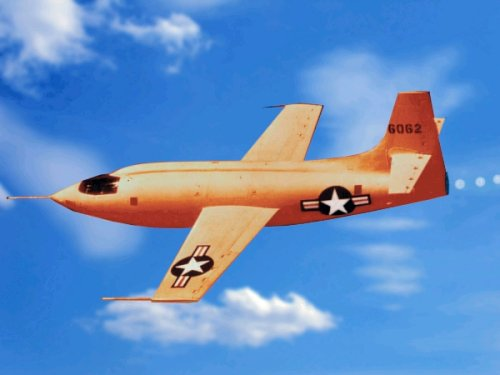
Bell X-1.
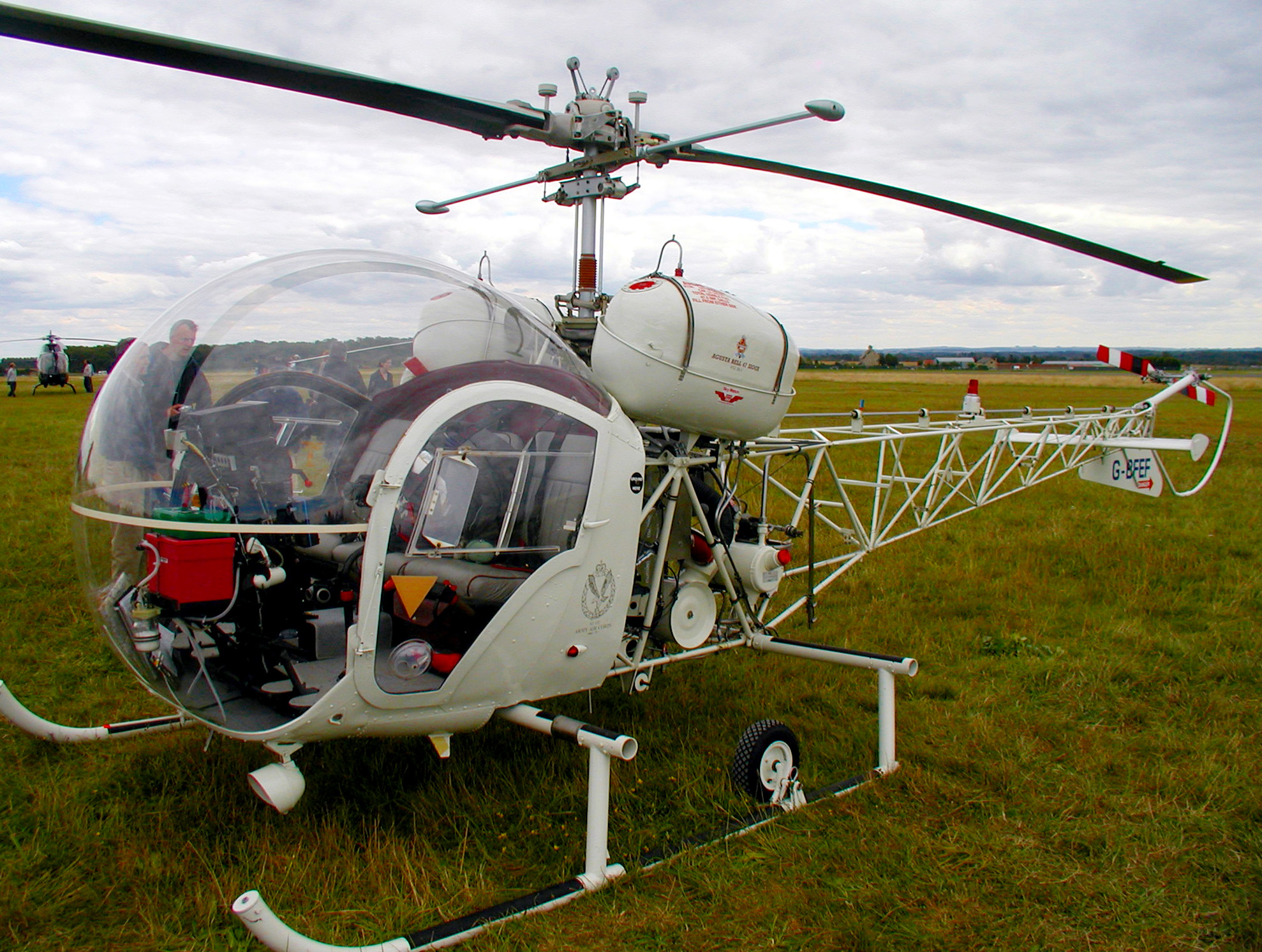
Bell 47G.
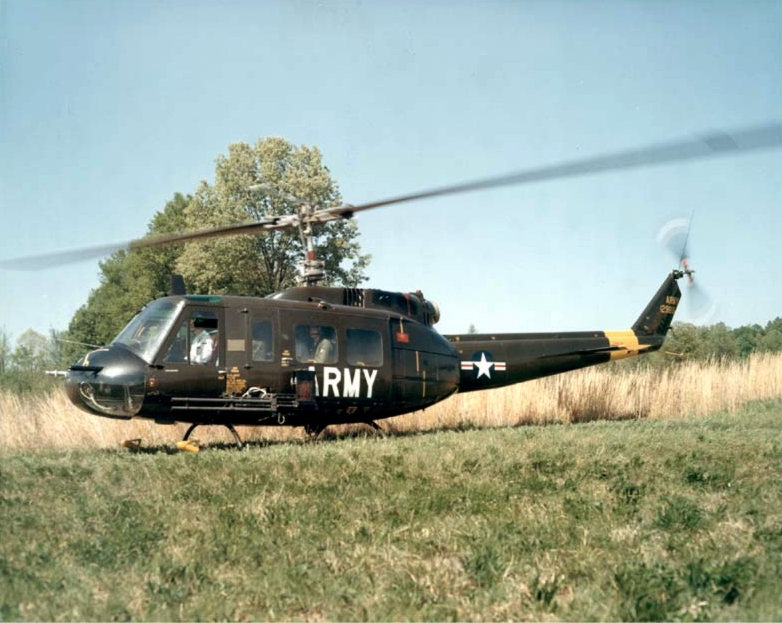
Bell UH-1 Huey.

## Coopération avec l'Europe
Le développement des hélicoptères se poursuivit avec l'apparition des Bell 54 (en) (1949), et Bell 48 (en) (1950). En 1951, la division hélicoptère fut transférée à Hurst, près de Fort Worth, Texas. En 1952, furent signés des accords de licence avec le constructeur italien Agusta. Ces accords concernaient initialement la production de Bell 47 pour le marché européen, mais furent rapidement étendus à d'autres appareils, comme le Bell 206. Agusta ayant à son tour accordé une sous-licence pour le Bell 47 à la firme britannique Westland en 1965, une étroite collaboration s'est développée entre les trois entreprises, jusqu'à la fusion d'Agusta et Westland.
En avril 1953, le 1 000e hélicoptère Bell sortait d'usine, tandis qu'était lancé le programme Bell XF-109 (en), projet de chasseur supersonique à décollage vertical, et le 23 août 1955 avait lieu le premier vol du Bell 200 (XV-3), premier convertible capable de décoller et atterrir verticalement, mais aussi de faire basculer ses rotors pour assurer un vol en palier comme un avion classique[réf. souhaitée].

## Racheté par le groupe Textron
Le premier prototype Bell 204 prit l'air en octobre 1956, mais dès le décès de Lawrence Bell les difficultés financières s'accumulèrent. En 1957 fut créé Bell Helicopter Corporation, puis en 1960 le groupe Textron racheta les activités militaires de Bell Aircraft Corporation. Le programme Bell XF-109 fut abandonné en 1961 et l'entreprise réorganisée en Bell Aerospace Corporation. Trois divisions furent alors créées, seul Bell Helicopter Company poursuivant la construction d'aéronefs.
En 1963, l'US Army préféra le Hughes YOH-6 au Bell YOH-4 pour le programme LOH[précision nécessaire], mais ce dernier deviendra un best-seller civil sous la forme du Bell 206A Jet Ranger. En 1966, tandis qu'un nouveau convertible, le X-22, débutait ses essais, l'US Army commandait 2 115 UH-1 Iroquois, appareil indissolublement lié à la guerre du Viêt Nam, tout comme le Bell 209 (AH-1) Huey Cobra, qui entre en service dans l'US Army en 1967.
Au début des années 1970, malgré le succès du Bell 212, Bell Helicopter Company connut des revers : l'US Army préféra le Sikorsky UH-60 Black Hawk au Bell 240 (hélicoptère candidat au programme Utility Tactical Transport Aircraft System), annula le programme Advanced Aerial Fire Support System (AAFSS) et choisit le Hughes YAH-64 plutôt que le Bell 409 (YAH-63) (en) pour le programme Advanced Attack Helicopter (AAH).

## Un rôle de premier plan dans la propulsion spatiale
Bell entre dans le secteur de la propulsion spatiale avant même le début de l'ère spatiale. Au sortir de la seconde guerre mondiale, la société recrute le général Walter Dornberger qui était responsable du programme nazi des missiles V2 et qui est nommé directeur scientifique ainsi qu'une dizaine d'ingénieurs allemands ayant également travaillé sur ce programme. Durant les années 1950 elle est la première entreprise à fournir des moteurs-fusées de faible poussée utilisés pour le contrôle d'attitude et les petites corrections de trajectoire/orbite. Utilisant un système d'alimentation par pressurisation des réservoirs une vingtaine de modèles sont produits fournissant selon le cas une poussée comprise entre 0,5 et 200 kilogrammes. Ils brulent du peroxyde d'hydrogène, un ergol hypergolique de faible impulsion spécifique (150 secondes) qui se décompose  via un catalyseur en argent en produisant du gaz. La mise au point d'un catalyseur capable de fonctionner pour de courtes impulsions constitua la principale difficulté. Ils peuvent fonctionner de manière continue ou par impulsion d'une durée minimale de 200 millisecondes après un délai de 40 à 60 millisecondes (dans les moteurs-fusées modernes ce délai est réduit à 10 millisecondes). Ces moteurs sont notamment mis en œuvre par les avions-fusées américains X-1B et X-15 pour contrôler leur attitude et leur trajectoire à très haute altitude lorsque la densité de l'air devient trop faible pour que les gouvernes soient efficaces. Ils sont également installés à bord du premier vaisseau spatial habité américain, la capsule Mercury et sur les premières versions de l'étage Centaur dans les deux cas pour le contrôle d'attitude.
En mai 1947 Bell remporte un contrat de l'US Air Force pour développer un missile air-sol  supersonique et à courte portée d'une masse de 8 tonnes baptisé Rascal. Pour propulser ce missile, Bell  met au point en 1954 un moteur-fusée à ergols liquides d'une poussée totale de 2 tonnes  comportant 3 chambres de combustion et alimenté par une turbopompe accouplée à un générateur de gaz. Le moteur-fusée brûle un mélange d'acide nitrique fumant rouge et de JP-4 et l'impulsion spécifique atteint 265 secondes. Ces ergols ne sont pas hypergoliques et la mise à feu utilise une cartouche de propergol solide. Après avoir franchi la phase des tests ce programme, considéré comme trop complexe et trop couteux en opération, est annulé en 1957.
Le développement du moteur-fusée du Rascal a permis d'acquérir la maitrise des technologies qui seront mises en oeuvre par le XLR81. Celui-ci est développé pour servir de propulsion principale de l'étage supérieur Agena produit par la société Lockheed dans son établissement de Sunnyvale (Californie). Le moteur a une poussée de 7 tonnes et ne dispose que d'une seule chambre de combustion. La première version de ce moteur, qui sera jamais utilisée en vol, est développée vers 1956/1957. Elle brule un mélange d'acide nitrique fumant rouge et de JP-4, n'est pas orientable et ne peut pas être redémarrée. Cinq autres versions sont développées par la suite dont trois seront utilisées en vol. Au fil de ces versions, la pression dans la chambre de combustion est augmentée, le nombre de fois où le moteur-fusée peut être rallumé passe de 0 à 8 (avec de systèmes de mise à feu différents). Dans toutes ces versions le moteur-fusée est orientable et le JP-4 est remplacé par de l'UDMH. Le premier vol d'un étage Agena propulsé par le XLR81 a lieu en 1959. 418 moteurs-fusées de ce type sont produits dont 363 ont volé, le dernier en 1984. Un seul moteur-fusée a connu une défaillance en vol à la suite d'une modification introduite dans le mode de mise à feu. Plusieurs versions améliorées  sont développées au cours des années 1990 mais aucune ne sera sélectionnée car leurs performances sont largement inférieures à celles des nouveaux moteurs-fusées reposant sur l'utilisation d'ergols cryogéniques.

## Bell Helicopter Textron
En janvier 1976, Bell Helicopter Company devint Bell Helicopter Textron, et le 2 000e Jet Ranger sortait d'usine. La fin de la décennie fut marquée par un renouveau de la gamme avec l'apparition des Bell 222, Bell 214ST et Bell 412 et le premier vol le 3 mai 1977 du Bell 301 (en) (XV-15), un nouveau convertible. Le 25 000e hélicoptère Bell fut livré en 1981.
En 1982, Bell Helicopter Textron et Boeing s'associèrent pour mener à bien le programme Joint Vertical eXperimental (en français, appareil à rotors basculants), qui aboutit à la réalisation du V-22 Osprey. Quelques mois plus tard, le gouvernement canadien sélectionnait Bell pour créer une industrie de l'hélicoptère au Canada. Bell Helicopter Canada vit le jour en 1983 à Mirabel (Québec). La production débuta en 1986 avec les Jet Ranger III et Long Ranger III tous les deux dérivés du Bell 206.
Aboutissement des recherches sur les convertibles, le Bell/Boeing 901 (V-22 Osprey) effectua son premier vol le 19 mars 1989. En 1991, apparut le HV-911 Eagle Eye, un UAV à rotor basculant, le 500e hélicoptère construit à Mirabel sortit d'usine et le 12 août 1991 le Bell 230 (en) prit l'air, premier d'une nouvelle génération d'appareils : Bell 407 (1994), Bell 430 (en) (1994), Bell 427 (en) (1995).

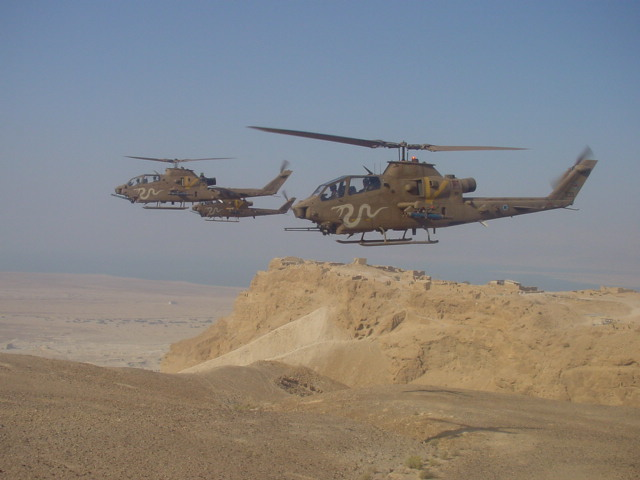
Bell AH-1 Cobra.
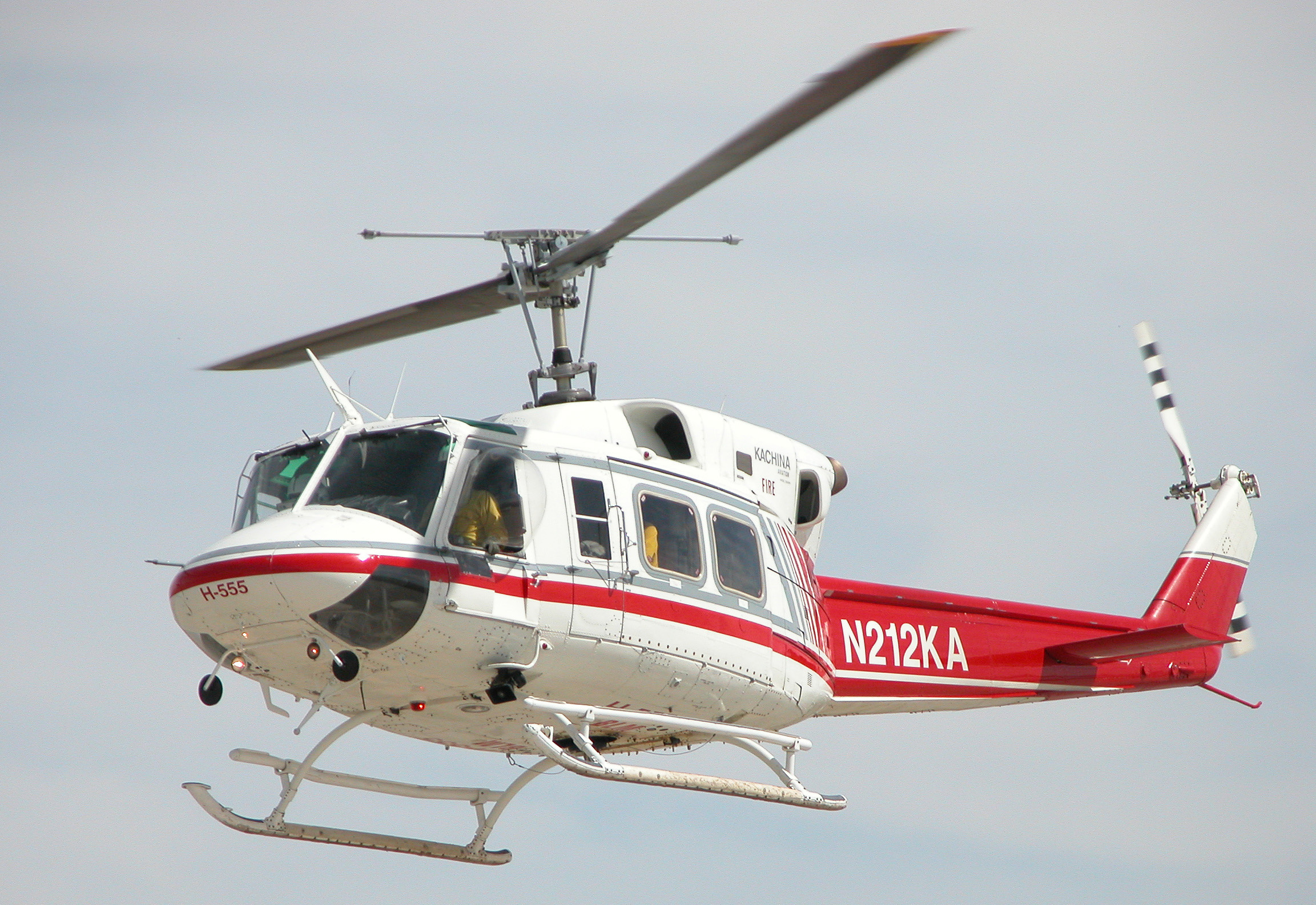
Bell 212.
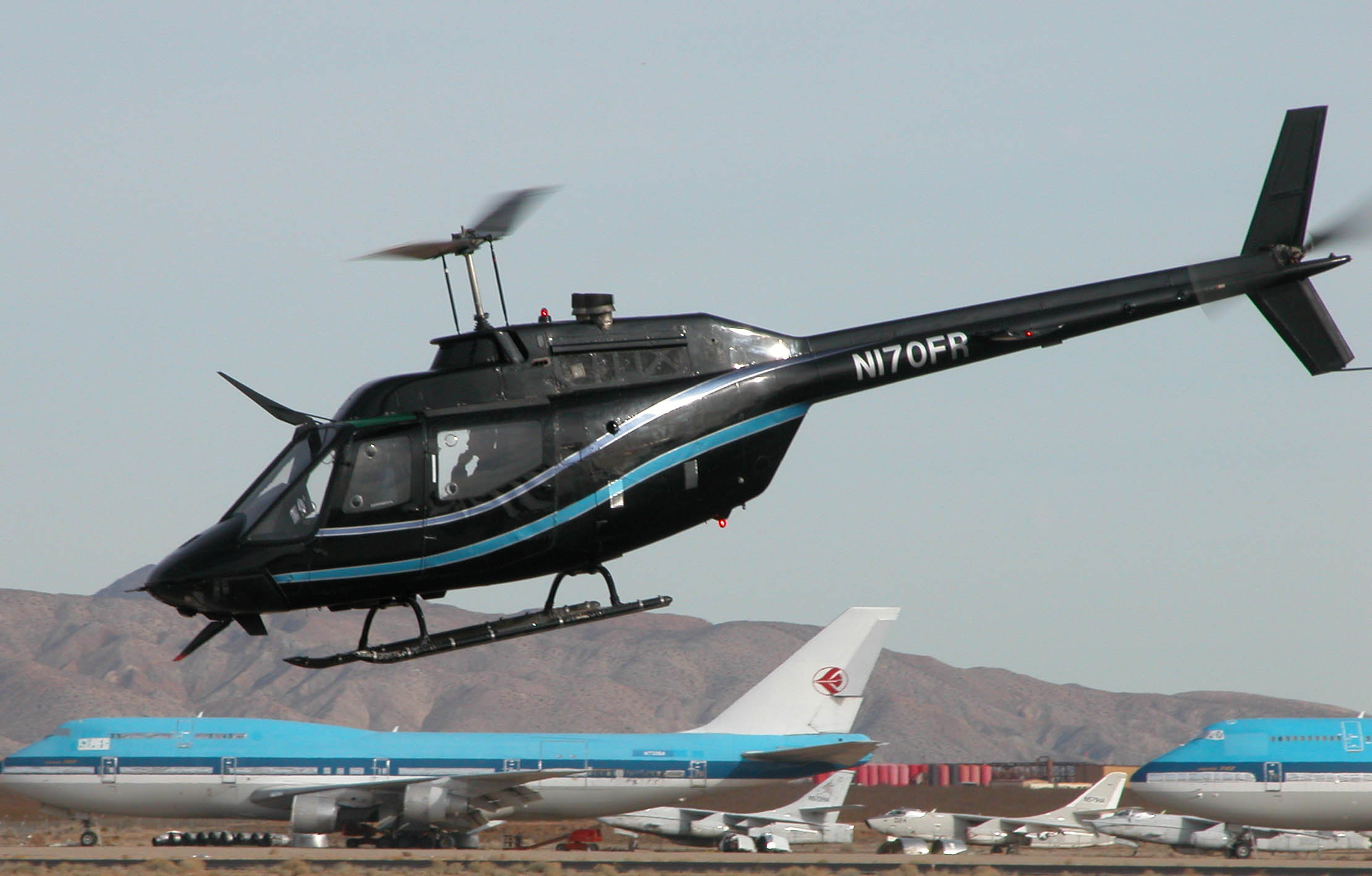
Bell 406.
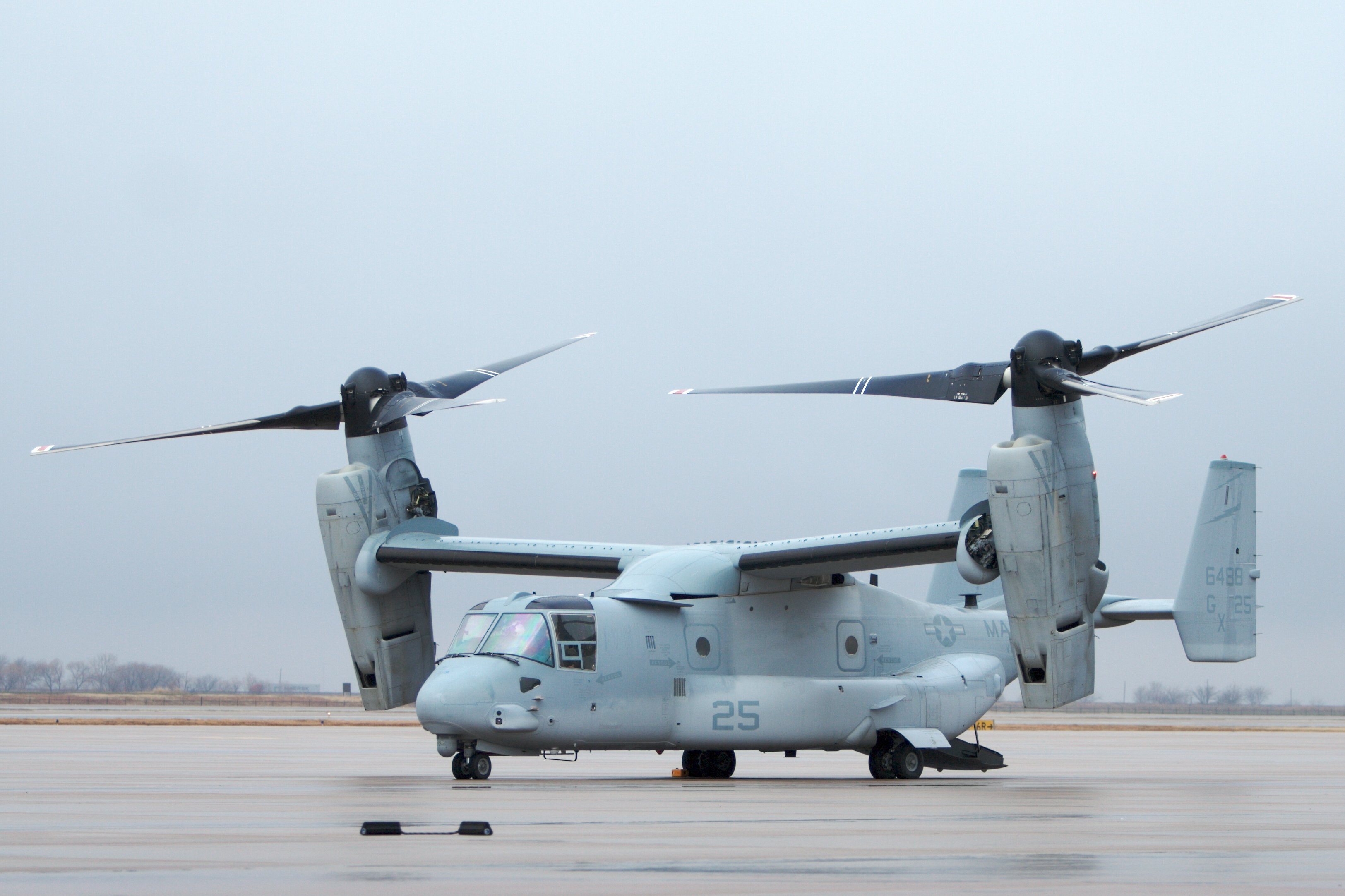
V-22 Osprey.

## Coentreprise italo-américaine
Bell/Agusta Aerospace Company, coentreprise entre les industriels américain et italien, a été créée fin 1995 à Alliance Airport, Fort Worth, Texas, pour développer, en association avec Pratt & Whitney of Canada, Honeywell (États-Unis), GKN Westland Aerospace (Grande-Bretagne), PZL-Swidnik (Pologne), Liebherr (Allemagne) et Kawasaki (Japon) une nouvelle génération d'hélicoptère moyen, l'Agusta/Bell AB 139, dont les essais ont débuté en 2001. Mais Bell/Agusta Aerospace Company développe également le BA 609, premier convertible destiné au marché civil, dont les essais statiques ont commencé en décembre 2002. La première transition du vol vertical au vol horizontal a été effectuée le 22 juillet 2005. Quelques semaines plus tard Bell Helicopter Textron annonce qu'il revendait à AgustaWestland les 25 % qu'il détenait dans le programme AB 139 (qui devient donc « AW 139 »), tandis que la participation du groupe Finmeccanica au programme BA 609 allait passer de 25 à 40 %.

## Bell Helicopter Textron depuis 2005
Fin 2005, Bell annonce le développement d'un nouvel hélicoptère léger bimoteur civil, le Bell 429, qui a effectué son premier vol le 27 février 2007 à Mirabel, Québec.
Aujourd'hui[Quand ?], Bell Helicopter Textron a son siège à Fort Worth, Texas. La production des hélicoptères militaires et convertibles est assurée dans l'État du Texas, à Fort Worth et Amarillo, tandis que les modèles civils sont produits au Canada, à Mirabel. Elle emploie 7 500 salariés pour un chiffre d'affaires annuel de deux milliards de dollars.
En 2012, Eurocopter domine le marché des hélicoptères civils revendiquant 44 % des livraisons sur le marché mondial des hélicoptères civils et parapublics (police et services d'urgence) pour un marché évalué à 750 hélicoptères (25 % pour Bell).
En 2015, elle livre 175 appareils civils. En 2019, Bell a livré 242 hélicoptères dont 101  Bell 505 Jet Ranger X se situant avec 12 % des parts de marché du marché civil et parapublic mondial au 4e rang . En 2021, sa part de marché est de 16 %.

## Liste des produits

### Avions militaires
- Bell YFM-1 Airacuda : chasseur lourd bimoteur (1937)
- Bell P-39 Airacobra : chasseur léger monomoteur (1938)
- Bell P-63 Kingcobra : version améliorée du précédent (1942)
- Bell XP-52 : prototype d'avion de chasse à fuselage bipoutre et hélice propulsive (1941)
- Bell P-59 Airacomet : premier chasseur américain à réaction (1942)
- Bell XP-83 : prototype de chasseur d'escorte biréacteur (1945)
- Bell X-1 : premier de la série des avions-X, premier avion au monde à franchir le mur du son (1946)
- Bell X-2 : premier avion au monde à atteindre Mach 3.
- Bell X-5 : premier avion au monde avec une voilure à géométrie variable durant les différentes phases su vol (1951)

### Hélicoptères commerciaux
- Bell 30
- Bell 47
  - Bell 47J Ranger
- Bell 204 (en) – version civile du l'UH-1
- Bell 205 (en) – version civile du l'UH-1
- Bell 206
- Bell 210 – version civile du l'UH-1
- Bell 212
- Bell 214
- Bell 214ST
- Bell 222
- Bell 230
- Bell 400 (en)
- Bell D-292 (en)
- Bell 407 – en production
- Bell 412 – en production
- Bell 417 – modèle annulé en 2007
- Bell 427 (en)
- Bell 429 GlobalRanger – en production
- Bell 430 (en)
- Bell 505 Jet Ranger X – en production
- Bell 525 Relentless – en développement

### Hélicoptère militaires
- Bell H-12 (en)
- Bell H-13 Sioux
  - Bell XH-13F
- Bell XH-15 (en)
- Bell HSL (en)
- Bell UH-1 Iroquois (ou Huey)
  - Bell Huey family
  - Bell UH-1 Iroquois variants (en)
- Bell UH-1N Twin Huey
- Bell YHO-4 (en)
- Bell 207 Sioux Scout (en) - hélicoptère expérimental d'attaque
- Bell 533 (en) - variante expérimentale du Huey aux performances améliorés
- Bell AH-1 Cobra
- Bell AH-1 SeaCobra/SuperCobra (en)
- Bell 309 KingCobra
- YAH-63/Model 409 (en) - en compétition avec le YAH-64
- Bell OH-58 Kiowa
- H-1 upgrade program (en)
  - Bell UH-1Y Venom
  - Bell AH-1Z Viper (en)
- Bell CH-146 Griffon
- Bell ARH-70 Arapaho
- Bell 360 Invictus - en développement

### Tiltrotors
- Bell XV-3
- Bell XV-15 (en)

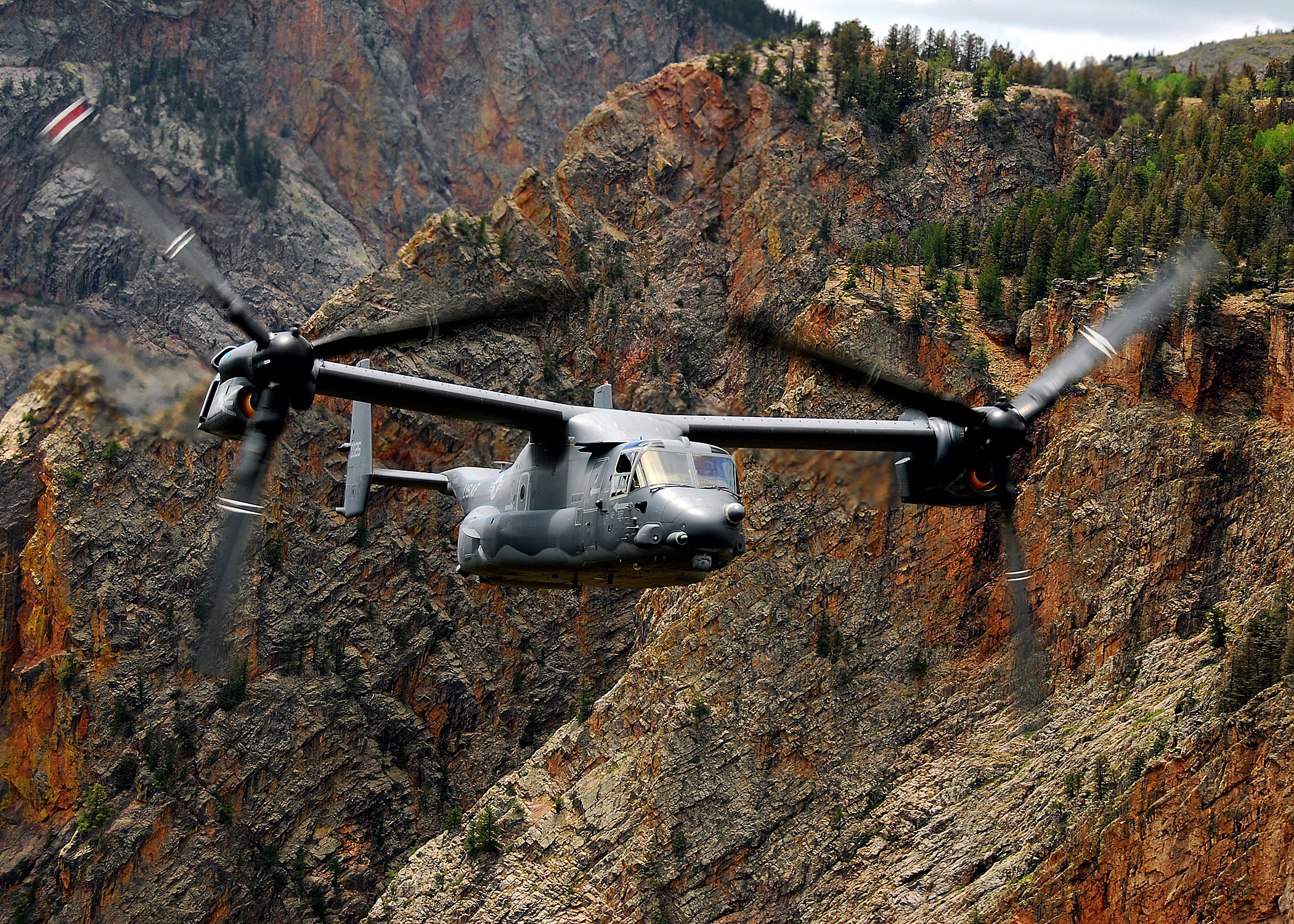
Un V-22 en vol.

- Bell V-280 Valor - en développement
- V-22 Osprey - en collaboration avec Boeing Defense, Space & Security
- TR918 Eagle Eye UAV
- Quad TiltRotor (en) - en collaboration avec Boeing BDS
- Bell V-247 Vigilant (en) - drone d'attaque, reconnaissance, ravitaillement et lutte anti-sous-marine, en développement

### Propulsion spatiale
- XLR81

### Projets produits par d'autres entreprises
- AgustaWestland AW139 (initialement 50/50 en tant que Bell/Agusta AB139, aujourd'hui 100 % AgustaWestland)
- AgustaWestland AW609 (initialement 50/50 en tant que Bell/Agusta BA609, aujourd'hui 100 % AgustaWestland)
- Lockheed Martin VH-71 Kestrel

## Télévision
Une version du véritable Bell 222 civil a été utilisée dans la série Supercopter (Airwolf). L'appareil a été modifié pour les besoins du film en hélicoptère de combat par JetCopters Inc, une société spécialisée dans les tournages aériens et située sur l'aéroport de Van Nuys en Californie. Il est peint en noir sur le dessus et blanc en dessous, de façon à présenter un look agressif de squale.